# Ottelia brasiliensis
Ottelia brasiliensis là một loài thực vật có hoa trong họ Hydrocharitaceae. Loài này được (Planch.) Walp. mô tả khoa học đầu tiên năm 1852.